# Gloria von Thurn und Taxis

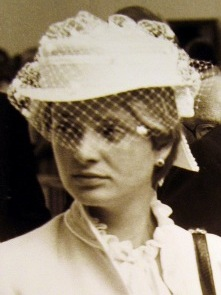
Gloria von Thurn und Taxis, 1981

Mariae Gloria von Thurn und Taxis (geb. Gräfin von Schönburg-Glauchau; * 23. Februar 1960 in Stuttgart), amtlicher Familienname Prinzessin von Thurn und Taxis, seit 1982 überwiegend als Fürstin von Thurn und Taxis bekannt, ist eine deutsche Unternehmerin und Managerin. Seit dem Tod ihres Ehemanns 1990 verwaltet sie das Gesamtvermögen des Hauses Thurn und Taxis. Seit der Jahrtausendwende macht sie mit polarisierenden Aussagen von sich reden, denen eine Nähe zur katholischen und zur Neuen Rechten sowie zu Verschwörungsmythen attestiert wird.

## Name
Mariae Gloria Ferdinanda Joachima Josephine Wilhelmine Huberta Gräfin von Schönburg-Glauchau (Taufname) trägt seit ihrer Heirat 1980 den amtlichen Namen Mariae Gloria Prinzessin von Thurn und Taxis und nennt sich seit 1982 gemäß den traditionellen Richtlinien des privat organisierten Adelsrechtsausschusses mit dem Aristonym I. D. Gloria Fürstin von Thurn und Taxis.

## Leben
Gloria von Thurn und Taxis ist das zweite von vier Kindern von Joachim Graf von Schönburg-Glauchau (1929–1998) und dessen erster Ehefrau Beatrix Széchenyi de Sárvár-Felsövidék (1930–2021). Sie hat drei Geschwister, Maya Felicitas Gräfin von Schönburg-Glauchau (1958–2019), Carl Alban Graf von Schönburg (* 1966) und Alexander Graf von Schönburg-Glauchau (* 1969).
Ihr Vater war Journalist und arbeitete als Auslandskorrespondent für einen Rundfunksender. Als er das Angebot erhielt, nach Afrika zu gehen, nahm er seine Frau und seine beiden Töchter mit. So wuchs Gloria erst in Togo und später in Somalia auf. In Afrika besuchte sie gemeinsam mit ihrer Schwester Maya Benediktinerinnenschulen. 1970 kehrte die Familie nach Deutschland zurück und wohnte zwei Jahre auf Schloss Willebadessen. Gloria ging von dort in Peckelsheim zur Schule. Danach kam sie an das Konrad-Adenauer-Gymnasium in Meckenheim, anschließend war sie Schülerin im Mädcheninternat Kloster Wald. Als die Familie 1976 in die Nähe von München zog, wechselte sie zunächst an das Edith-Stein-Gymnasium, war dann Schülerin des Privatgymnasiums Dr. Florian Überreiter und beendete die Schulzeit schließlich 1979 mit der Mittleren Reife. Sodann arbeitete sie beim Münchner Kunst-Auktionshaus Ketterer.

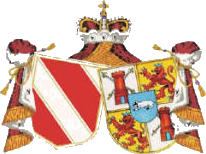
Allianzwappen Schönburg / Thurn und Taxis (heraldisch seitenverkehrt)

1979 begegnete sie erstmals Johannes von Thurn und Taxis (1926–1990), dem späteren 11. Oberhaupt des Hauses Thurn und Taxis, im Münchner Lokal Café Reitschule in Schwabing. Die beiden heirateten am 31. Mai 1980 in Regensburg. Aus der Ehe gingen drei Kinder hervor:
- Maria Theresia Ludowika Klothilde Helene Alexandra Wilson, geb. von Thurn und Taxis[7] (* 28. November 1980) ⚭ 13. September 2014 Hugo Wilson (* 1982), zwei Töchter
- Elisabeth Margarete Maria Anna Beatriz von Thurn und Taxis (* 24. März 1982)
- Albert Maria Lamoral Miguel Johannes Gabriel von Thurn und Taxis (* 24. Juni 1983)

Nach der Geburt ihres ersten Kindes wurde Gloria von Thurn und Taxis durch ihr Party-Leben bekannt. Dabei stand ihre zum Teil außergewöhnliche Kleidung und Frisur im Fokus der Boulevardmedien. In der Presse fanden sich Schlagzeilen wie etwa „Bayerns Gloria“, „Punker-Fürstin“, „Pop-Aristokratin“, „Prinzessin TNT“ oder „Jet-Set-Darling“.
1982 erkrankte ihr Mann schwer. Acht Jahre später starb er nach zwei Herztransplantationen. Kurz vor seinem Tod am 14. Dezember 1990 erteilte er ihr eine Generalvollmacht, worauf sie mit Hilfe von Fachleuten wie Nicolas Hayek das Familienunternehmen sanierte, das diverse Privatbanken, zahllose Immobilien, Industriebeteiligungen sowie eine Brauerei umfasste. Um die Erbschaftsteuer in Höhe von rund 45 Millionen DM bezahlen zu können, ließ sie 1992 einen Teil des Erbes beim Auktionshaus Sotheby’s versteigern.
1998 eröffnete der Freistaat Bayern in einer Liegenschaft des Familienbesitzes, dem Schloss St. Emmeram, die Fürstliche Schatzkammer Thurn und Taxis, eine Zweigstelle des Bayerischen Nationalmuseums. Die repräsentativen Räume des Schlossmuseums, die Reithalle und das Refektorium werden für große Veranstaltungen genutzt.
Im Jahre 2001 wurde ihr Sohn volljährig und damit Oberhaupt des Hauses Thurn und Taxis. Sie blieb jedoch weiterhin die Verwalterin des Gesamtvermögens und repräsentiert de facto bis heute die Familie nach außen. Mit Stand 2024 wird ihr Vermögen auf ca. 3 Mrd. Euro geschätzt.
Als Wahlfrau der CSU war sie 2004 Mitglied der 12. Bundesversammlung zur Wahl des deutschen Bundespräsidenten.
Gloria von Thurn und Taxis bekennt sich öffentlich zum römisch-katholischen Glauben. Sie ist Präfektin der 2006 von ihr in Anlehnung an die Marianische Männer-Congregation Regensburg initiierten Gebetsgruppe Marianische Frauencongregation „Mariä Verkündigung“ Regensburg (MFC), auf deren Website bis November 2012 das rechtsextreme und antisemitische Blog kreuz.net verlinkt war.  Gloria von Thurn und Taxis ist Mitglied des Stiftungsrates der Lebensrechtsbewegung Stiftung Ja zum Leben und engagiert sich bei der Bayerischen Stiftung Hospiz. Sie ist Kuratoriumsmitglied des konservativen Forums Deutscher Katholiken. In der Adventszeit tritt sie regelmäßig gemeinsam mit Sacco & Mancetti und Mitgliedern aus dem „Lebenshilfe-Chor“ auf dem Weihnachtsmarkt auf Schloss Thurn und Taxis auf. Zudem liest sie dort die Weihnachtsgeschichte nach Lukas.

## Medienpräsenz und Kontroversen
In den 1980er Jahren zunächst als „neuer Stern im internationalen Jet Set Circuit“ und „Punk-Prinzessin“ wahrgenommen, wandelte sie sich seit der Jahrtausendwende zunehmend zur Verfechterin eines radikalen Katholizismus und Unterstützerin von Rechtsextremen.
Eine bekannte Äußerung von ihr stammt aus der Talkshow Friedman vom 9. Mai 2001: „Afrika hat Probleme nicht wegen fehlender Verhütung. Da sterben die Leute an AIDS, weil sie zu viel schnackseln. Der Schwarze schnackselt gerne.“ Auf Nachfrage präzisierte sie, sie meine Menschen, die wegen des wärmeren Klimas weniger Kleidung trügen. Dasselbe wiederholte sie im September 2008 in einem Interview mit der Bild am Sonntag: „Die Afrikaner sind mitnichten anders drauf als wir. Dass die mehr schnackseln, hat mit den klimatischen Bedingungen da unten zu tun“. Ihre Medienpräsenz ging nach diesem Vorgang zunächst zurück.
2004 erwirkten die Söhne eines verstorbenen ehemaligen Managers die Entfernung von Behauptungen über ihren Vater aus ihrer Autobiographie, die sie bereits 1992 nach einem Rechtsstreit zurückgenommen hatte. In demselben Buch hatte sie auch erzählt, dass sie 1990 dem Manager Magazin Finanzunterlagen zugespielt hatte, welches diese in einer Skandalgeschichte verarbeitete. In der Sendereihe Durch die Nacht mit … des Senders ARTE wurde sie in einer Reportage von dem Galeristen Leo König auf einer Fahrt durch New York begleitet. Kurze Zeit später ließ sie die eingekaufte Sammlung bei Phillips de Pury wieder versteigern.
Seit etwa 2004 steht sie wieder verstärkt in der Öffentlichkeit, vorwiegend aufgrund zunehmend radikaler politischer Aussagen: Anlässlich der Thurn-&-Taxis-Festspiele im Jahre 2004 wirkte sie in einer Inszenierung von Hofmannsthals Jedermann mit. Zudem trat Gloria von Thurn und Taxis im Jahr 2012 mit einem selbst produzierten Rap-Song („Schloss-Rap“) ins Rampenlicht.
Am 4. April 2005 bezeichnete sie Papst Johannes Paul II. in der Talkshow Beckmann im Ersten als einen „Vorreiter für die Frauenrechte“. Sie bekräftigte diese Aussage in einem späteren Interview und begründete dies mit der von Johannes Paul II. entwickelten „Theologie des Leibes“. Nach dieser müsse „der Mann die Frau ehren und lieben“, weil sie „die Trägerin des Lebens“ sei.
Thurn und Taxis steht der Lebensrechtsbewegung nahe, in deren Zusammenhang sie sich gegen Abtreibung einsetzt und von einer „Kultur des Todes und des Tötens“ spricht. Nach ihrem eigenen Bekunden wurden mit der Papstwahl Benedikts XVI. ihre jahrelangen Gebete erhört. Im Vorfeld des Papstbesuches in Bayern 2006 erklärte sie, dass ihr die Worte Benedikts XVI. „helfen, das Leben mit seinen Höhen und Tiefen zu bewältigen“.
Den Ökumenischen Kirchentag 2010 in München bezeichnete Thurn und Taxis als „eine Art ökumenische Kirmes“ und meinte: „[…] aus dem Alter bin ich raus!“ Ferner begrüßt sie die Wiederzulassung der Messfeier nach tridentinischem Ritus und befürwortete „im Sinne der Ökumene“ Gespräche mit der Piusbruderschaft, da sie in „diese(n) von Rom Abgefallenen unsere Brüder und nächsten Verwandten“ sieht.
Im Mai 2012 sprach sich Thurn und Taxis in der TV-Sendung Markus Lanz gegen Kondomautomaten an Schulen aus und erklärte, diese hätten dort ebenso wenig etwas verloren wie Zigaretten- oder „Haschischautomaten“. Auf den Hinweis, es gehe um die Verhütung bei Teenagern, antwortete sie, diese „sollen lieber Tennis spielen“. Sie erklärte weiterhin, der Mensch sei „ein monogames Tier“; Partner zu teilen, wie es in den 68ern üblich gewesen sei, sei sehr schwierig für eine Frau: „Deshalb ist die Erziehung zur Promiskuität keine gute Idee. Sie schadet langfristig der Gesellschaft.“
2015 warnte Thurn und Taxis davor, dass die Flüchtlingskrise in Deutschland eine „Art Krieg“ und die Aufnahme der Flüchtlinge der Vorbote „eines dritten Weltkriegs“ sei.
Im Herbst 2016 ließ sie Gerhard Ludwig Kardinal Müller sein neues Buch in ihrem Schloss vorstellen. Rund 70 Leute waren eingeladen: Peter Gauweiler, Henryk M. Broder, Hans Magnus Enzensberger und Martin Mosebach, Prälat Wilhelm Imkamp, der Bruder des emeritierten Papstes Benedikt XVI., Georg Ratzinger, und Journalisten. Des Weiteren waren auch Sven von Storch, der Mann von AfD-Politikerin Beatrix von Storch, und Michael Klonovsky eingeladen. Klonovsky war „publizistischer Berater“ der damaligen AfD-Vorsitzenden Frauke Petry, später arbeitete er als persönlicher Referent des damaligen AfD-Bundestagsfraktionschefs Alexander Gauland. Gegen Mitternacht hob Kardinal Müller zu einer kurzen Rede an: „Die Welt ist furchtbar.“ Müllers Anwesenheit sei ein Zeichen wider den „Zeitgeist“ gewesen.
Im Juni 2017 wurde Gloria von Thurn und Taxis Mitglied im Aufsichtsrat des Kreml-nahen Thinktanks Dialogue of Civilizations Research Institute.
Im Juli 2017 erklärte sie zu den mindestens 547 Fällen von Kindesmisshandlung und -missbrauch bei den Regensburger Domspatzen, die Frage, ob die Institution die Fälle ermöglicht habe, sei „totaler Schmarrn, das ist einfach richtig gemein“. Sexuellen Missbrauch gebe es in jeder Schule und jedem Sportverein und es werde ihn immer geben. Man gehe gerne auf die Kirche los und das sei ein gefundenes Fressen. Der Kardinal und vormalige Regensburger Bischof Gerhard Ludwig Müller müsse sich nicht entschuldigen, die Vorgänge seien weit vor seiner Zeit gewesen. Schläge als Erziehungsmittel ordnete Thurn und Taxis als „ganz normales pädagogisches Mittel“ ein. Opfersprecher Alexander Probst erklärte dazu: „Wer so etwas heute noch abtut mit ‚so etwas war damals normal‘, der hat wirklich nicht mehr alle Latten am Zaun.“
Ende März 2018 bezeichnete sie im neurechten Magazin Cato die Ehe für alle als „Handschrift des Durcheinanderbringers und Verwirrers“, also des Teufels. Durch eine angebliche schulische „Frühsexualisierung“ werde „Frischfleisch“ gezüchtet: „Aber wenn sich jemand daran vergreift, schreit die Gesellschaft auf.“ Im September 2018 trat sie beim „Bus für Meinungsfreiheit“ auf. Unter den Organisatoren waren neben ihr auch AfD-Vertreter, darunter Benjamin Nolte und Thomas Deutscher. Auf der Tour sprach man sich gegen eine Sexualpädagogik der Vielfalt und gegen eine Akzeptanz von homo- und transsexueller Identität im Schulunterricht aus. Weiter bezeichnete sie den ihrer Meinung nach inadäquaten Sexualkundeunterricht, der zu früh stattfinde, als eine „Form von Kindesmissbrauch“. Über die Gegendemonstranten des Bus-Stopps in Regensburg sagte sie: „Also erstmal glaube ich nicht, dass das Regensburger sind. […] Aber egal.“
Im Januar 2019 hat das Museo del Barrio in New York City eine geplante Ehrung aufgrund ihrer umstrittenen Äußerungen und Verbindungen zum früheren Trump-Strategen Stephen Bannon zurückgezogen. Thurn und Taxis führte dies auf die übertriebene „Gesinnungsdiktatur“ zurück, bei der „die Spießer das Kommando übernommen“ hätten. Thurn und Taxis soll zuvor ihr Schloss angeboten haben, damit konservative Kräfte aus ganz Europa und den USA (darunter Stephen Bannon und Benjamin Harnwell) darin Sitzungen abhalten können. Diese sogenannten „Gladiatorenschulen“ waren für konservative Katholiken angedacht, die für die Bewahrung kirchlicher Traditionen eintreten. In Harnwells Ideologie geht es um die „Verteidigung der christlich-jüdischen Fundamente der westlichen Zivilisation“ und die Förderung des „populistischen Nationalismus“. So solle es zwischen Bannon und Harnwell Kontakte geben und auch Thurn und Taxis solle in deren Dunstkreis verkehren. Dass Thurn und Taxis ihr Schloss für die „Gladiatorenschulen“ angeboten habe, dementierte sie, sie biete „ein offenes Haus.“
Im März 2019 war Thurn und Taxis Sprecherin des Weltfamilienkongresses in Verona, eines Treffens ultrakonservativer Christen, von dem sich der Vatikan distanzierte und gegen das es massive Proteste gab.
Im Oktober 2019 schrieb der Bayerische Rundfunk, dass Thurn und Taxis bei einer Veranstaltung in den USA sagte: „Die einzigen beiden Menschen auf der Welt, die uns heute Klarheit geben, sind Donald Trump und Gerhard Ludwig Müller.“ Sie gehe sogar so weit zu sagen, „dass Gerhard Ludwig Müller der Donald Trump der katholischen Kirche ist“. Trump habe, so Thurn und Taxis, in den USA die Abtreibungsindustrie gestoppt.
Im November 2019 gehörte sie zu den Unterzeichnern einer Petition „Gegen die jüngsten Sakrilege“, die Papst Franziskus wegen „Götzendienstes“ zu öffentlicher Buße aufrief. Am 15. November 2019 zog sie ihre Unterschrift zurück, nachdem Ortsbischof Rudolf Voderholzer Kritik an der Petition geübt hatte.
Im Dezember 2019 berichtete der Bayerische Rundfunk, dass Thurn und Taxis vor knapp 100 hochrangigen Vertretern der Forstwissenschaften in Bezug auf die Klimadebatte von einer „systematische[n] Irreführung“ gesprochen und gesagt habe, es werde „suggeriert, dass der Mensch Schuld am Klimawandel“ habe. Sie forderte, dass die Wissenschaft alles tun müsse, um die Debatte wieder zu versachlichen, „damit wir nicht irgendwo landen und totale Spinner das Thema beherrschen“. 2020 sagte sie bei Maischberger, die Wissenschaft sei „sich absolut uneins, ob wir das Klima wie eine Heizung zurückdrehen können“. Es sei „nämlich Geldmacherei“. Die Windkrafttechnik ist ihr zufolge „hinten und vorne nicht ausgereift“. 2024 meinte sie bei Achtung, Reichelt!, wer das Klima schonen wolle, müsse auf „Atom-Strom“ setzen.
Von der Mittelbayerischen Zeitung auf Verbindungen zu konservativen und rechtskonservativen Politikern aus den Regierungen des US-Präsidenten Donald Trump und des ungarischen Ministerpräsidenten Viktor Orbán angesprochen, erwiderte sie: „Rechtskonservativ ist man doch heute schon, wenn man sich regelmäßig die Zähne putzt.“
Im Januar 2020 äußerte sie, dass, obwohl ihre Familie bis in das 19. Jahrhundert evangelisch gewesen sei und sie „noch sehr viel Protestantismus“ in sich spüre, die protestantische Kirche „heute nur noch eine politische Vereinigung mit Meditationskomponente“ sei. Im Mai 2020 wiederum sagte sie in einem Interview, dass „sogar die katholische Kirche dabei“ sei, „sich wie eine UN-kompatible NGO zu gerieren“. Im Zusammenhang mit der COVID-19-Pandemie wandte sie sich dagegen, „jede Gegenmeinung“ beim Thema Corona „als Rechtspopulismus zu verunglimpfen“. Sie verurteilte die als Maßnahme zur Eindämmung des Virus erfolgten Gottesdienst-Absagen und bezeichnete diese als „reine Schikane“. Die meisten Kirchen, so ihre Begründung, seien „so groß, dass bei den wenigen Menschen, die zur Messe kommen, der Abstand auch schon vor der Corona-Krise leicht eingehalten wurde.“ Sie kritisierte auch die Deutsche Bischofskonferenz, die die Absage der Gottesdienste mitgetragen hat. Sie sagte, man könne „tatsächlich den Eindruck bekommen, dass hier Staatsfunktionäre brav und gehorsam agieren, die an das Opfermahl gar nicht mehr zu glauben scheinen“. Die Bischofskonferenz ist in ihren Augen „überflüssig, denn sie raubt den Herren viel Zeit und Kraft“. Jeder Oberhirte sei in seiner Diözese „ein souveräner Fürst“, der frei schalten und walten könne.
Im Rahmen der Corona-Krise äußerte Thurn und Taxis außerdem, dass „der Teufel die Ursache für alles [ist], was auf der Erde schlecht läuft“, in diesem Zusammenhang nach ihrer Sicht auch für das Coronavirus. Man könne in allem, was auf der Welt passiere, einen „Fingerzeig Gottes“ erkennen. Ihr Eindruck sei, „dass Sex und Shoppen wunderbare Ruhigstellungsdrogen sind, sodass Religion einfach im Bedürfniskanon der Menschen keinen Stellenwert mehr hat“. „Je weiter wir uns von Gott entfernen, desto breiter wird die Machtbasis des Bösen.“ Sie selbst habe sich „früh entschieden, auf der Seite der Guten für den Glauben an Gott zu kämpfen“.
Die „westliche Ideologie“ bezeichnete sie als „Gefahr“, die sich „gegen das natürliche Leben der Menschen, gegen die Familie“ richte. Bei einem Wirtschaftsforum in Sankt Petersburg sagte sie 2019, man müsse „etwas tun, um die Russland-Phobie in Europa zu beenden. Die russische Lebensweise ist die, die wir hier in Europa brauchen.“ Vom Fernsehmagazin Monitor zum russischen Überfall auf die Ukraine befragt sagte sie 2022, man habe „ja gar nicht die Möglichkeit, informiert zu sein“. Man bekomme nur die Sicht „der westlichen Kriegspartei“; es gebe eine „Sperre von Informationen“. Man wisse, „dass der Krieg schrecklich ist, dass ständig Waffen geliefert werden, dass Städte zerbombt werden, dass Menschen fliehen“. Aber, so Thurn und Taxis, „was die Hintergründe sind, wer was wo finanziert, wer seine Partikularinteressen, das wissen wir nicht. Wir wissen nur, Putin ist böse, Selenski ist klasse.“ Neil Datta, Sekretär des Europäischen Forums für sexuelle und reproduktive Rechte, stellte Gloria von Thurn und Taxis in eine Reihe mit Personen, die „quasi die inoffizielle Rolle von Botschaftern für russische Ideen, russische Positionen“ spielten.
Ende 2022 sagte Thurn und Taxis in der YouTube-Show Achtung, Reichelt! des ehemaligen Bild-Chefredakteurs Julian Reichelt, dass Herzogin Meghan, die Frau Prinz Harrys, „Rassismus als Geschäftsmodell“ verwende. Auch die Kritik am Umgang arabischer Länder mit dem Thema Homosexualität spielte sie herunter und behauptete, dass Schwule im Nahen Osten „anständige Leute“ seien, die „aus religiösen Gründen ihr Schlafzimmer und ihre Sexualität etwas diskret behandeln. So wie anständige Leute bei uns auch“. Über die bei der Fußball-WM in Katar diskutierte One-Love-Kapitänsbinde äußerte sie, derjenige solle die Armbinde tragen, „der unbedingt seine tierischen Instinkte ausleben will, damit man sieht: ‚Aha, der will Sex‘“. Für diese Äußerungen wurde sie kritisiert. Auf einer eigens eingerichteten Website wurde sie als „Thurn und Toxisch“ bezeichnet. Gewaltausbrüche zeugen laut Thurn und Taxis davon, „dass die Demokratie gar nicht mehr existiert, dass sie demontiert wird, und zwar mit massiven Schritten. Wir haben eigentlich gar keine Demokratie mehr.“ Auf Julian Reichelts YouTube-Kanal Achtung, Reichelt! bezeichnete sie eine angebliche Cancel Culture als „geisteskrank“.
Wegen „rassistischer, homophober und wissenschaftsfeindlicher Äußerungen“ und der „rechtskonservativen Radikalisierung“ von Gloria von Thurn und Taxis riefen 100 Vertreter der Regensburger Kulturszene 2023 in einem offenen Brief zum Boykott der Regensburger Schlossfestspiele auf, deren Schirmherrin von Thurn und Taxis ist.
Sie wehrte sich mit dem Verweis auf freie Meinungsäußerung. Die Regensburger Energie- und Wasserversorgung (REWAG) kündigte ihre finanzielle Unterstützung auf. BMW kritisierte Aussagen der Schirmherrin und zog sich als Hauptsponsor zurück. Im Juli 2023 äußerte Thurn und Taxis bei einem Gespräch im Presseclub Regensburg, es seien heutzutage nur noch „gestreamlinte Stasi-Typen“ gefragt, die „runterbeten, was Banken, Industrie und WHO hören wollen“. Ihr Haus zählte sie zum „klassische[n] Mittelstand“, auf den man es generell „abgesehen“ habe und gegen den „der Krieg angesagt“ sei. All das werde bezahlt von Leuten wie Jeff Bezos, Mark Zuckerberg oder Bill Gates. US-Präsident Joe Biden habe hingegen nichts zu melden: „Der alte Opa kriegt gesagt, was er zu tun hat.“ ARD und ZDF seien Staatsfernsehen, Krawalle, bei denen Polizisten verletzt würden, seien „politisch gewollt“. Ebenso würden aufgrund nebulöser Ziele Flüchtlinge bewusst nach Deutschland geholt. Auf die Frage, wer konkret die von ihr angedeuteten Ziele verfolgen würde, erwiderte sie, sie könne keine Liste mit Namen geben, man müsse „selber suchen, wie ein Detektiv“. Es sei ihr „ein Anliegen“, den Menschen zu sagen, „wie wir verarscht werden“. Anlässlich der Schlossfestspiele 2023 protestierten 300 Menschen gegen Gloria von Thurn und Taxis, besonders aufgrund ihrer rassistischen und homophoben Äußerungen.
Im Juli 2023 öffnete von Thurn und Taxis ihre Räume für ein Spenden-Dinner zugunsten des ehemaligen Verfassungsschutzpräsidenten Hans-Georg Maaßen. Süddeutsche Zeitung, NDR und WDR berichteten Mitte März 2024 über das Spenden-Dinner im Schloss St. Emmeram. Zur Zeit der Veranstaltung führte die CDU ein Parteiausschlussverfahren gegen Maaßen. Mit den eingegangenen Spenden sollte Maaßens juristische Gegenwehr finanziert werden, wobei jedoch nicht alle anwesenden Werteunion-Mitglieder von diesem Spendenzweck Kenntnis gehabt haben sollen. In St. Emmeram waren im Juli 2023 laut den Recherchen Akteure aus rechten Kreisen oder mit Verbindungen zu diesen dabei, so auch Gernot Mörig, der im November desselben Jahres das „Potsdamer Treffen“ zur „Remigration“ mit dem Rechtsextremisten Martin Sellner organisierte. Auch andere Personen aus dem Umfeld der Werteunion waren in Regensburg dabei, unter anderem Simone Baum als stellvertretende Bundesvorsitzende der Werteunion, die später ebenfalls auf dem Potsdamer Treffen anwesend war, und der Chef der Potsdamer Villa Adlon, Wilhelm Wilderink (CDU). Unter den Gästen sollen sich auch der Aufsichtsratsvorsitzende von Bilfinger SE Eckhard Cordes, der Arzt und Unternehmer Winfried Stöcker, der PR-Berater und Lobbyist Moritz Hunzinger, der Publizist Roland Tichy und der Finanzmanager Markus Krall befunden haben. Gloria von Thurn und Taxis soll für die Runde in Regensburg die Begrüßungsrede gehalten haben. Sie selbst wehrte sich gegen die Kritik, sie sei Teil rechtsextremer Netzwerke. Sie kenne „keine rechtsextremen Positionen, auch keine rechtsextremen Leute“, sagte sie der „Mittelbayerischen Zeitung“. Maaßen bezeichnete sie als guten Bekannten. Dieser habe auch die Gästeliste für das Dinner bestimmt, das sie als Geste für ihn ausgerichtet habe.
Im April 2024 nahm von Thurn und Taxis neben Hans-Georg Maaßen, Kardinal Gerhard Ludwig Müller, dem ehemaligen rechtsextremen französischen Präsidentschaftskandidaten Éric Zemmour, dem ungarischen Premierminister Viktor Orbán und dem Brexit-Befürworter Nigel Farage an einer Konferenz des „Nationalen Konservatismus“ (NatCon) in Brüssel teil.
In einem Interview mit der Zeit im Mai 2024 bezeichnete sie den rechtsextremen Thüringer AfD-Fraktionsvorsitzenden Björn Höcke als „deutschen Idealisten“.
Im September 2024 berichtete die New York Times, dass von Thurn und Taxis Konzerttickets mit einem Wert von 900 USD dem amerikanischen Richter des Obersten Gerichtshofes der USA Samuel Alito geschenkt hat. Laut eigener Aussage handelte es sich dabei um Karten für die Regensburger Schlossfestspiele, die aber billiger seien, „er habe es wohl geschätzt“. Alito hatte die Festspiele 2023 besucht. Er und seine Frau seien „private Freunde“.
Zu den Schlossfestspielen 2024 lud von Thurn und Taxis den AfD-Politiker Maximilian Krah ein. 2025 war die AfD-Chefin Alice Weidel bei den Festspielen zu Gast. Von Thurn und Taxis sagte, es sei „ideal für jede Party“, jemanden einzuladen, der „ein bisschen kontrovers diskutiert“ werde, das mache die Sache „erst richtig interessant“. Sie kenne Weidel persönlich und halte sie für eine „sehr attraktive“ und „eloquente“ Frau. Nachdem bei einer „Mahnwache gegen Weidel“ 900 Menschen gegen den Besuch der AfD-Politikerin protestiert hatten, sagte von Thurn und Taxis, der „Wirbel“ zeige „sehr schön, wie es um die Meinungsfreiheit in diesem Land bestellt“ sei, wenn „noch nicht einmal ein Privatbesuch einer demokratisch gewählten, erfolgreichen Politikerin mehr möglich“ sei.

## Ehrungen und Auszeichnungen
- 2001 wurde ihr der Preis der beleidigten Zuschauer für Kommentare wie „Afrika hat die Probleme nicht wegen der Verhütung. Der Schwarze schnackselt gern“ verliehen.
- Am 7. September 2006 erhielt sie das Verdienstkreuz I. Klasse der Bundesrepublik Deutschland.
- Am 19. Januar 2008 wurde ihr in Aachen der Orden wider den tierischen Ernst verliehen.
- Am 30. Januar 2008 wurde ihr im Schloss St. Emmeram in Regensburg der „Orden vom Goldenen Durchblick“ der Karnevalsgesellschaft Narragonia 1848 e. V. verliehen.
- Papst Benedikt XVI. ernannte sie am 23. Juli 2008 zur Komturdame mit Stern des  Päpstlichen Ritterordens des heiligen Gregors des Großen[84][85]
- Im Juni 2009 wurde Gloria von Thurn und Taxis gemeinsam mit ihren Töchtern in den Malteser Ritterorden aufgenommen.[86]
- Am 17. Dezember 2014 verlieh ihr Ministerpräsident Horst Seehofer den Bayerischen Verdienstorden.
- Am 7. März 2015 wurde sie zur Ehrenbürgerin der Europäischen Akademie der Wissenschaften und Künste ernannt.[87]
- Am 16. September 2016 wurde ihr von der Bayerischen Staatsregierung die Bayerische Staatsmedaille für soziale Verdienste verliehen.[88]

## Vorfahren
| Ururgroßeltern                                            | Graf Karl von Schönburg-Forderglauchau (1832–1898) ⚭ 1864 Gräfin Adelheid von Rechteren-Limpurg (1845–1873)                                   | Graf Boguslaw Chotek von Chotkow und Wognin (1829–1896) ⚭ 1859 Gräfin Wilhelmine Kinski von Wchinitz und Tettau (1838–1885)                   | Graf Adam Baworów-Baworowski ⚭ Gräfin Franziska von Hardegg auf Glatz und im Machlande                                                        | Graf Victor Paul Chorinsky Freiherr von Ledske (1838–1901) ⚭ 1863 Gräfin Anna von Trautmansdorff-Weinsberg (1843–…?)                          | Graf István Széchenyi (1791–1860) ⚭ 1836 Gräfin Crescência von Seilern und Aspang (1799–1875)                                                 | Gregoriu Christopoulos ⚭ Eufrosyne Caravas | Prinz Pavel Galitzine (1822–1871) ⚭ Prinzessin Ekaterina Trubetskoy (1831–1918)                                                               | Prinz Nikolai Petrovich Mestschersky ⚭ Gräfin Maria Alexandrowna Panin                                                                        |
| Urgroßeltern                                              | Graf Joachim von Schönburg-Glauchau (1873–1943) ⚭ 1898 Gräfin Oktavia Chotek von Chotkowa und Wognin (1873–1946)                              | Graf Joachim von Schönburg-Glauchau (1873–1943) ⚭ 1898 Gräfin Oktavia Chotek von Chotkowa und Wognin (1873–1946)                              | Graf Rudolf Baworow-Baworowski (1865–1931) ⚭ 1901 Gräfin Fanny Anna Chorinsky, Freiin von Ledske (1876–1963)                                  | Graf Rudolf Baworow-Baworowski (1865–1931) ⚭ 1901 Gräfin Fanny Anna Chorinsky, Freiin von Ledske (1876–1963)                                  | Graf Edmund Széchényi von Sárvár-Felsövidék (1839–1922) ⚭ 1891 Eulalia Christopulos (1854–1918)                                               | Graf Edmund Széchényi von Sárvár-Felsövidék (1839–1922) ⚭ 1891 Eulalia Christopulos (1854–1918)                                               | Prinz Paul Gallitzin (1856–1916) ⚭ 1887 Prinzessin Alexandra Nikolajewna Meshcherskaya (1864–1941)                                            | Prinz Paul Gallitzin (1856–1916) ⚭ 1887 Prinzessin Alexandra Nikolajewna Meshcherskaya (1864–1941)                                            |
| Großeltern                                                | Graf Karl von Schönburg-Glauchau (1899–1945) ⚭ 1927 Gräfin Maria Anna Baworowska (1902–1988)                                                  | Graf Karl von Schönburg-Glauchau (1899–1945) ⚭ 1927 Gräfin Maria Anna Baworowska (1902–1988)                                                  | Graf Karl von Schönburg-Glauchau (1899–1945) ⚭ 1927 Gräfin Maria Anna Baworowska (1902–1988)                                                  | Graf Karl von Schönburg-Glauchau (1899–1945) ⚭ 1927 Gräfin Maria Anna Baworowska (1902–1988)                                                  | Graf Valentin Széchényi von Sárvár-Felsövidék (1893–1954) ⚭ 1921 Prinzessin Maria Gallitzin (1895–1976)                                       | Graf Valentin Széchényi von Sárvár-Felsövidék (1893–1954) ⚭ 1921 Prinzessin Maria Gallitzin (1895–1976)                                       | Graf Valentin Széchényi von Sárvár-Felsövidék (1893–1954) ⚭ 1921 Prinzessin Maria Gallitzin (1895–1976)                                       | Graf Valentin Széchényi von Sárvár-Felsövidék (1893–1954) ⚭ 1921 Prinzessin Maria Gallitzin (1895–1976)                                       |
| Eltern                                                    | Joachim Graf von Schönburg-Glauchau (* 4. Februar 1929; † 29. September 1998) ⚭ 1957 Beatrix Maria Széchényi de Sárvár-Felsövidék (1930–2021) | Joachim Graf von Schönburg-Glauchau (* 4. Februar 1929; † 29. September 1998) ⚭ 1957 Beatrix Maria Széchényi de Sárvár-Felsövidék (1930–2021) | Joachim Graf von Schönburg-Glauchau (* 4. Februar 1929; † 29. September 1998) ⚭ 1957 Beatrix Maria Széchényi de Sárvár-Felsövidék (1930–2021) | Joachim Graf von Schönburg-Glauchau (* 4. Februar 1929; † 29. September 1998) ⚭ 1957 Beatrix Maria Széchényi de Sárvár-Felsövidék (1930–2021) | Joachim Graf von Schönburg-Glauchau (* 4. Februar 1929; † 29. September 1998) ⚭ 1957 Beatrix Maria Széchényi de Sárvár-Felsövidék (1930–2021) | Joachim Graf von Schönburg-Glauchau (* 4. Februar 1929; † 29. September 1998) ⚭ 1957 Beatrix Maria Széchényi de Sárvár-Felsövidék (1930–2021) | Joachim Graf von Schönburg-Glauchau (* 4. Februar 1929; † 29. September 1998) ⚭ 1957 Beatrix Maria Széchényi de Sárvár-Felsövidék (1930–2021) | Joachim Graf von Schönburg-Glauchau (* 4. Februar 1929; † 29. September 1998) ⚭ 1957 Beatrix Maria Széchényi de Sárvár-Felsövidék (1930–2021) |
| Gloria Gräfin von Schönburg-Glauchau (* 23. Februar 1960) | | | | | | | | |

## Schriften
- mit Alessandra Borghese: Unsere Umgangsformen. Die Welt der guten Sitten von A–Z. Goldmann, München 2004, ISBN 3-442-16669-1.
- mit Peter Seewald: Gloria. Die Fürstin. Im Gespräch mit Peter Seewald. Verlag Heyne, München 2004, ISBN 3-453-87890-6; Diana-Verlag, München 2005, ISBN 3-453-38000-2 (Interview über ihre Jugend, ihre Ehe und ihre christlichen Wertvorstellungen)
- mit Joachim Kardinal Meisner: Die Fürstin und der Kardinal – Ein Gespräch über Glauben und Tradition. Herder, Freiburg 2008, ISBN 978-3-451-29871-4.